# Del Mar

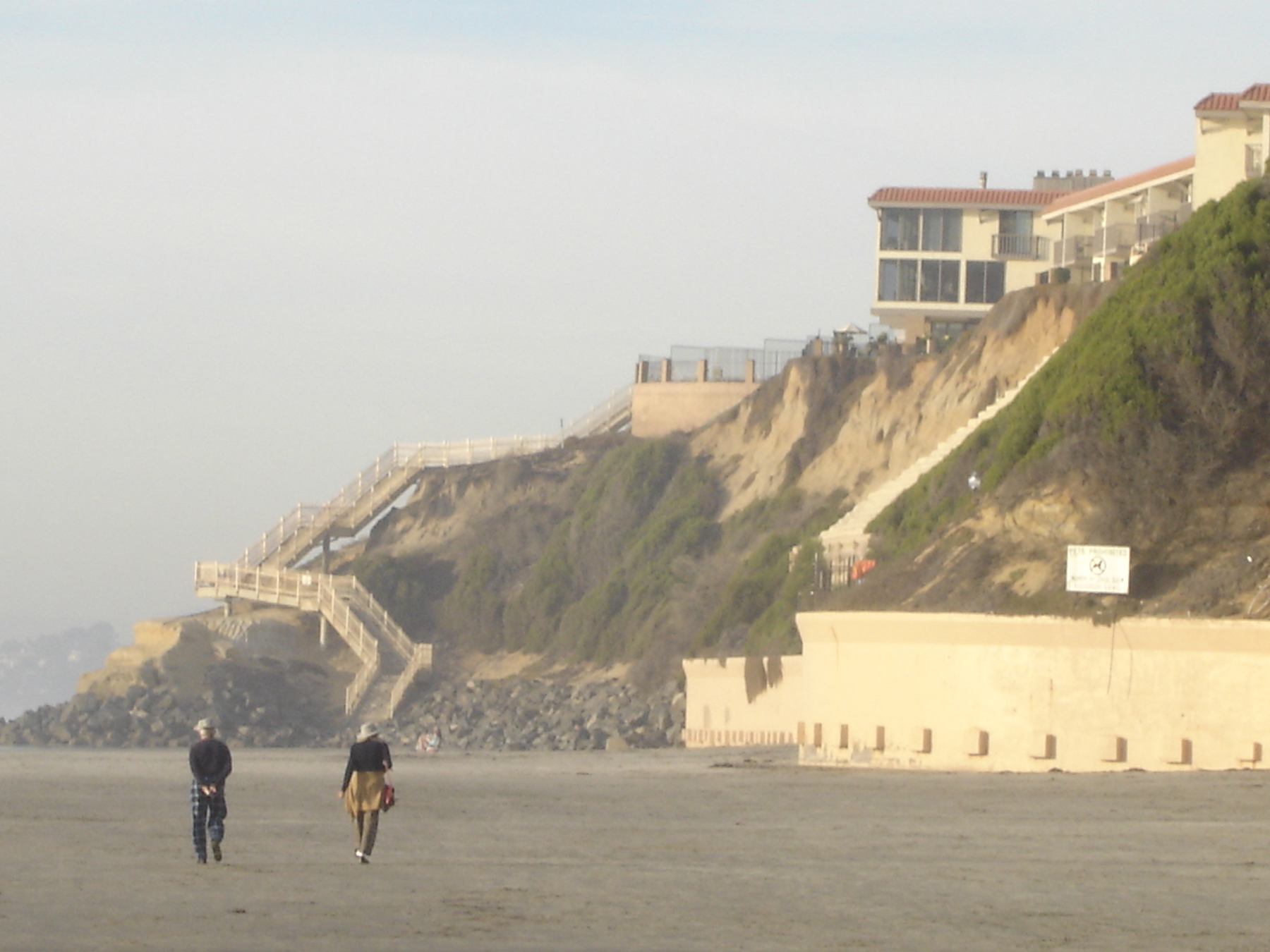
Plaża Dog Beach na północy Del Mar

Del Mar – miasto w Stanach Zjednoczonych, w stanie Kalifornia, w hrabstwie San Diego, nad Oceanem Spokojnym. Od południa przylega do La Jolla, dzielnicy San Diego, od północy – do miejscowości Carlsbad. Według danych ze spisu powszechnego z 2010 roku, zamieszkane przez około 4 tys. osób. Del Mar po hiszpańsku oznacza „z morza” lub przy „morzu”.
Miejscowość powstała w 1885 roku, kiedy Colonel Jacob Taylor kupił tu ziemię z wizją zbudowania kurortu dla zamożnych mieszkańców USA. Obecnie średni dochód na gospodarstwo domowe w Del Mar wynosi 169,348 dol.
W rankingu tygodnika Time „100 Najlepszych Plaż na Świecie”, plaża w Del Mar znalazła się w pierwszej dziesiątce. Del Mar znane jest też jako inspiracja dla serialu Trawka. Rodzina głównej bohaterki ucieka w nim do luksusowego Del Nar, fikcyjnej miejscowości położonej pod San Diego, której nazwa wzięła się ze skojarzenia z Del Mar, ale – aby nie obrażać mieszkańców wpływowej okolicy – została przerobiona na podobnie brzmiącą nazwę studia filmowego w Los Angeles. Del Mar pojawia się też w czołówce serialu Cougar Town: Miasto kocic oraz tekstach wielu piosenek, np. „Surfin USA.” zespołu The Beach Boys. Del Mar znane jest też jako jedne z niewielu miejsc, w których rośnie sosna Pinus torreyana oraz corocznych wyścigów konnych i targów antyków.
Wśród znanych mieszkanócw Del Mar są i byli m.in.: Desi Arnaz, Burt Bacharach, Rachael Flatt, Zandra Rhodes, Steve Perry, Tony Robbins.

## Strony źródłowe
- City of Del Mar website
- Del Mar Historical Society
- Del Mar Regional Chamber of Commerce